# Tepe Yahya

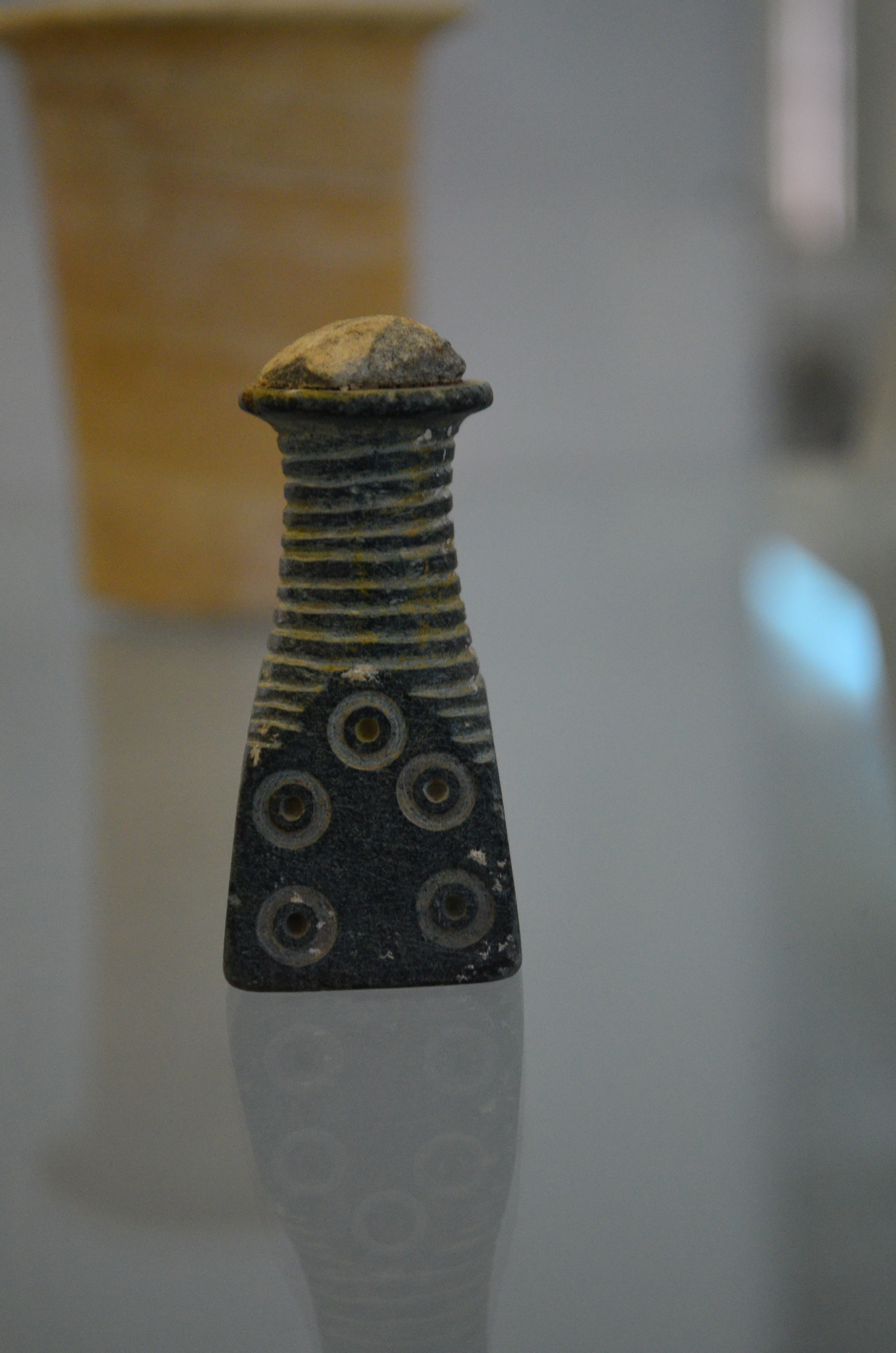
Recipiente de clorita encontrado en Tepe Yahya (III milenio a. C.). Se muestra en el Museo Nacional de Irán.

Tapeh Yahya (en persa: تپه یحیی) es un sitio arqueológico de la provincia de Kermán (Irán), ubicado a unos 220 kilómetros al sur de la ciudad de Kermán.

## Historia
La zona estuvo habitada desde el VI al II milenio a. C. y desde el siglo X al IV a. C. Ya en el tercer milenio antes de Cristo, la ciudad era un centro de producción de cerámica de piedra de clorita, llegando a extenderse por Mesopotamia el uso y distribución de vasijas talladas de este material, principalmente en templos.
Muchas de las vasijas encontradas en el sitio estaban elaboradas y talladas con elementos geométricos y naturalistas, y fechadas a finales del tercer milenio a. C. Algunas de las mismas estaban pintadas al natural (en color verde en alusión al material de la clorita), con incrustaciones de pastas y conchas y con inscripciones cuneiformes que refieren a gobernantes y deidades sumerias conocidas. Más de 500 vasijas y fragmentos de vasijas tallados en este estilo se recuperaron en varios sitios, desplegados desde Uzbekistán hasta el valle del Indo, en la zona de Susa y en los principales sitios sumerios en Mesopotamia, desde Mari (actual Siria) hasta el golfo Pérsico, en las islas Tarut o Failaka.
La esteatita también era muy común en este sitio, algo que se corroboró al encontrarse minas en los alrededores. La distribución de vasos fabricados con ésta fue muy amplia. Se encontraron no sólo en Mesopotamia, sino también en Bampur y Shahr-i Sokhta, así como en los niveles inferiores de Mohenjo-Daro, y en ubicaciones más lejanas como la isla de Tarut, o copias a posteriori en Umm al-Nar (actual Emiratos Árabes).

## Arqueología
El sitio es un montículo circular, de unos 20 metros de altura y unos 187 metros de diámetro. Fue excavado en seis temporadas desde 1967 a 1975 por la Escuela Americana de Investigación Prehistórica del Museo Peabody de Arqueología y Etnología de la Universidad de Harvard, en una operación conjunta con la actual Universidad de Shiraz, bajo dirección del arqueólogo y profesor C. C.Lamberg-Karlovsky.